# Dumna
Le dumna (ou tumna) est une langue amérindienne de la famille des langues yokuts parlée aux États-Unis, dans sud de la Californie.

## Classification
Le dumna est un des dialectes nord, classés dans le « valley yokuts ». Il est probablement proche du chukchansi.

## Grammaire

### Syntaxe
Exemple de phrase en dumna, tiré d'un conte traditionnel, recueilli par Stanley Newman, en 1931 :
- waʔ munaw wayunšaw ʔoṣtʰo kʰaˑyu tʰantʰa wutiltʰa.
- Loin long il y a longtemps feu coyote vint le-prit.